# Kościół Nawiedzenia Najświętszej Maryi Panny w Ścinawie Małej
Kościół pod wezwaniem Nawiedzenia Najświętszej Maryi Panny w Ścinawie Małej
Kościół parafialny, należący do parafii pod wezwaniem Nawiedzenia Najświętszej Maryi Panny w Ścinawie Małej, w Dekanacie Biała, w Diecezji opolskiej.
Pierwszy kościół w Ścinawie Małej w źródłach pisanych jest wzmiankowany już w 1226 roku. Obecnie istniejąca świątynia została zbudowana w roku 1744. W roku 1896 kościół ten powiększono i przebudowano w stylu barokowym.
W kościele znajduje się XVIII-wieczna ambona pochodząca z kolegiaty św. Jakuba w Nysie.